# Phrynopus barthlenae
Phrynopus barthlenae és una espècie de granota de la família Leptodactylidae que viu al Perú. Aquesta espècie ha estat registrada a una zona, a 15 km al sud-est de Maraypata prop de Llacuna Gwengway, i des d'Alcas, Districte de San Rafael, província d'Ambo (departament d'Huánuco). Es troba a altituds d'uns 3.680m snm. Es tracta d'un habitant dels boscos montans que ara es troba a la Puna de pastures a conseqüència de la desforestació. Es pot trobar en jardins, camps de papa i altres hàbitats similars. Es presumeix criar per desenvolupament directe. La principal amenaça per a aquesta espècie en el passat va ser la pèrdua d'hàbitat de bosc, però l'espècie sembla haver-se adaptat relativament bé a aquesta degradació de l'hàbitat. No hi ha amenaces immediates en l'actualitat, malgrat la contaminació per agroquímics que podria representar una amenaça en el futur.